# أنديرس غوندرسن
أنديرس غوندرسن (بالنرويجية البوكمول: Anders Gundersen)‏ هو لاعب كرة قدم نرويجي، ولد في 10 أبريل 1994 في بورشغرون في النرويج. لعب مع نادي ساندفيورد ونادي سترومسغودست لكرة القدم.

## وصلات خارجية
- أنديرس غوندرسن على موقع اتحاد النرويج (النرويجية)
- أنديرس غوندرسن على موقع قاعدة بيانات كرة القدم.إي يو (الإنجليزية)
- أنديرس غوندرسن على موقع Soccerbase.com (لاعب) (الإنجليزية)
- أنديرس غوندرسن على موقع Soccerway.com (الإنجليزية)